# SANAA

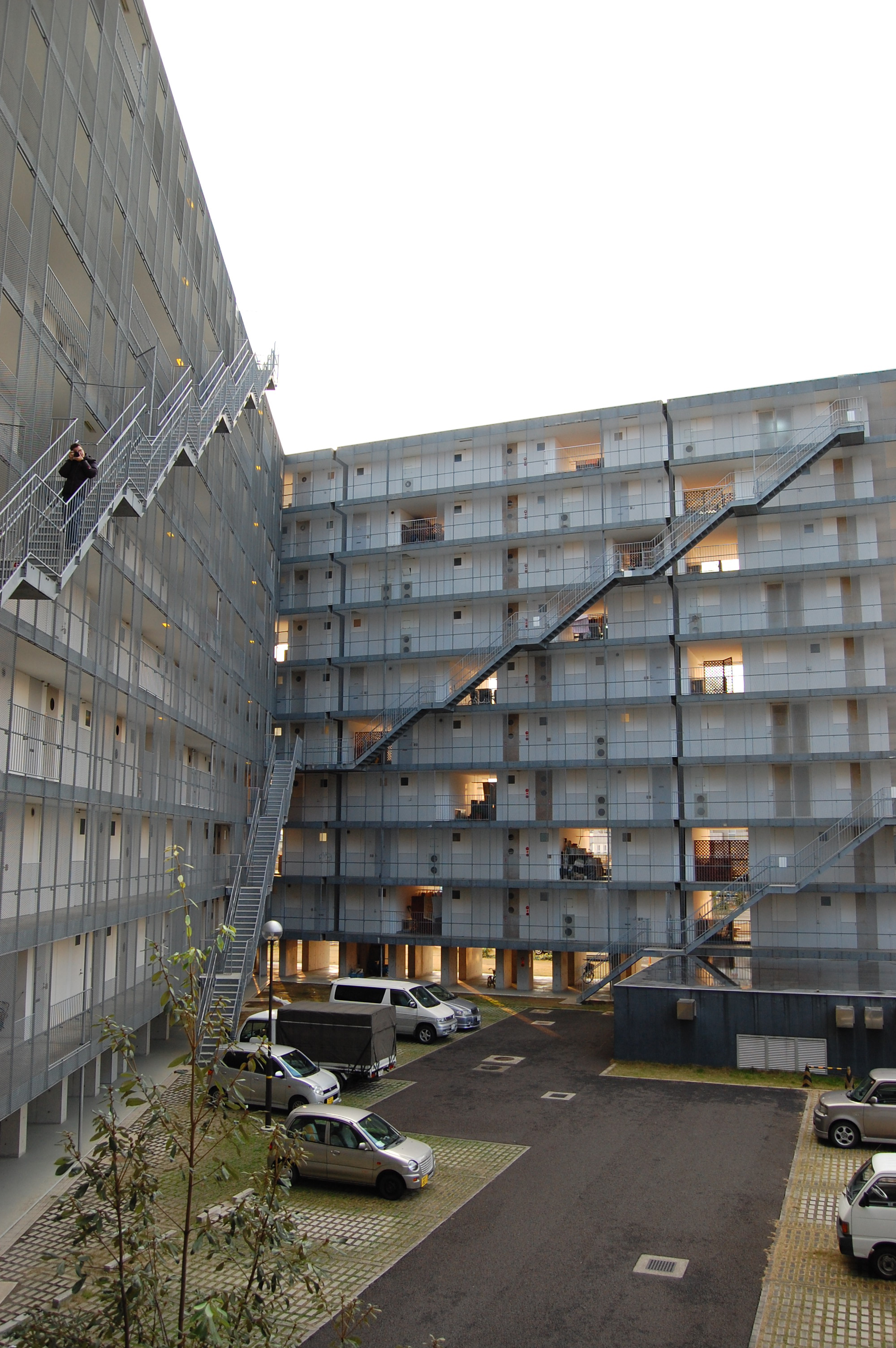
Wooncomplex ontworpen door SANAA

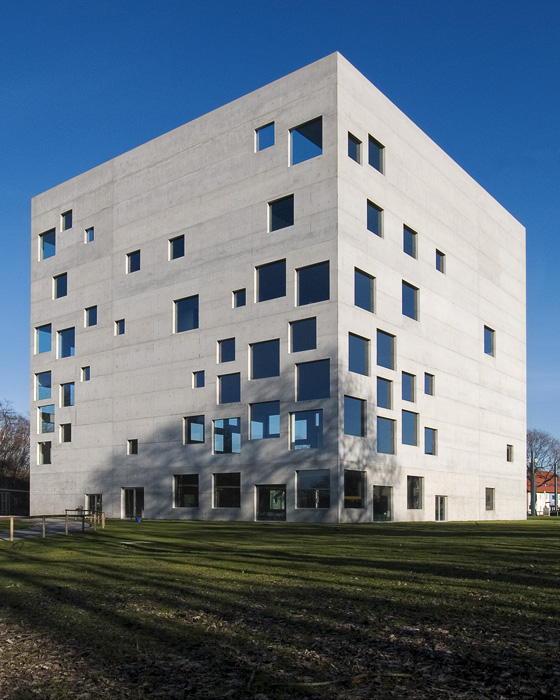
Zollverein School of Management and Design (Essen/Duitsland) van SANAA

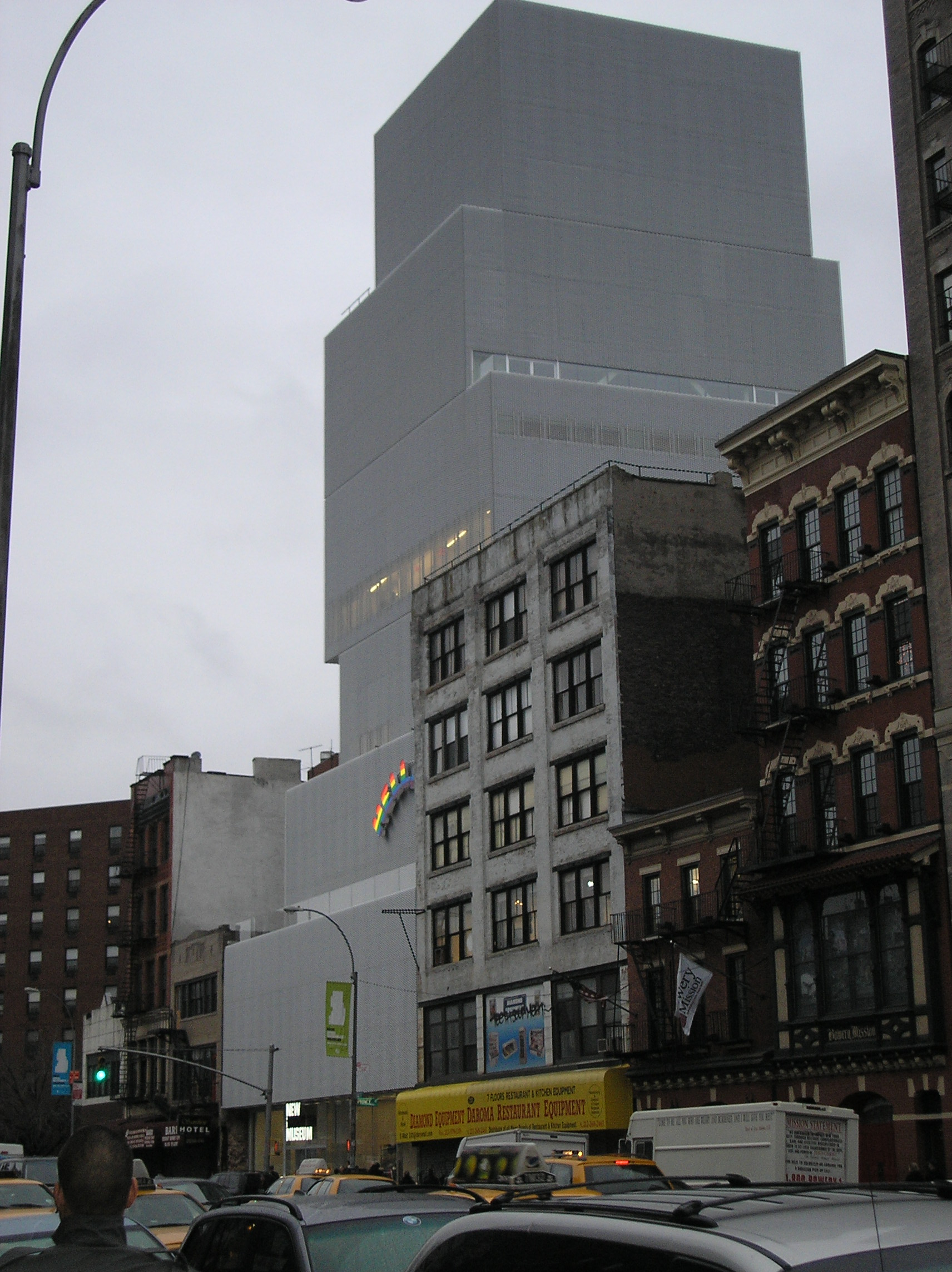
The New Museum, Bowery, New York

SANAA (Sejima and Nishizawa and Associates) is een architectenbureau uit Tokio.
SANAA werd opgericht in 1995 door Kazuyo Sejima en Ryue Nishizawa. Ze tekenden onder meer het Museum voor Hedendaagse Kunst in Kanazawa, het New Museum of Contemporary Art in New York en het glazen paviljoen bij het Toledo Museum of Art in Ohio. In Almere ontwierpen ze de Schouwburg en het Kunstencentrum De Kunstlinie.
In 2010 werden Sejima en Nishizawa bekroond met de Pritzker Prize, de meest gerenommeerde architectuurprijs ter wereld.

## Projecten
- International Academy of Media Arts and Sciences- Multimedia Studio[1] - 1995 tot 1996 - Ōgaki, Japan
- Museum Kumanokodo Nakahechi[2]- 1995 tot 1997 - Tanabe, Japan
- Ogasawara Museum - 1995 tot 1999 - Iida, Japan
- S House - 1995 tot 1996 - Okayama, Japan
- M House - 1996 tot 1997 - Tokio, Japan
- K Office Building - 1996 tot 1997 - Hitachi, Japan
- Koga Park Café - 1997 tot 1998 - Koga, Japan[3]
- Welfare Center - 1997 - Kanagawa, Japan
- Het museum voor hedendaagse kunst (Niet gebouwd/Alleen ontwerp) - 1997 tot 1999 - Sydney, Australië
- De nieuwe campus voor het Illinois Institute of Technology (Niet gebouwd/Alleen ontwerp) - 1998 - Chicago, Illinois
- Kunstencentrum de Kunstlinie - 1998 tot heden - Almere, Nederland
- Proposal for Reclaiming Salerno's Inner City - 1999 tot heden - Italië
- 21st Century Museum of Contemporary Art - 1999 tot 2004 - Kanazawa, Ishikawa, Japan
- Lumiere Park Café - 1999 tot heden - Almere, Nederland
- Prada-winkel - 2000 - Arezzo, Italië
- Installaties voor het Japanse paviljoen op de Biënnale van Venetië - 2000 - Venetië, Italië
- Dior-winkel - 2001 tot 2003 - Tokyo, Japan
- Glazen paviljoen in het Toledo Museum of Art - 2001 tot 2006 - Toledo, Ohio
- Nieuwe Mercedes Benz museum (Niet gebouwd/Alleen ontwerp) - 2002 - Stuttgart, Duitsland
- Uitbreiding van het Rietberg Museum (niet gebouwd/alleen ontwerp) - 2002 - Zürich, Zwitserland
- Uitbreiding van het Instituto Valenciano de Arte Moderno - 2002 tot heden - Valencia, Spanje
- Issey Miyake-winkel met Naoki Takizawa - 2003 - Tokio, Japan
- Zollverein School of Design - 2003 tot 2006 - Essen, Duitsland
- Naoshima Ferry Terminal - 2003 tot 2006 - Kagawa, Japan
- The New Museum of Contemporary Art - 2003 tot 2007 - New York
- Novartis Office Building - 2003 tot heden - Bazel, Zwitserland
- Verblijf voor de CIPEA (China International Practical Exhibition of Architecture) - 2004 tot heden - Nanjing, China
- Louvre-Lens - Lens, Frankrijk
- Serpentine Gallery Pavilion - 2009 - Londen, Engeland
- Rolex Learning Center op de École Polytechnique Fédérale de Lausanne - 2004 tot 2010 - Lausanne, Zwitserland